# 1979-es kupagyőztesek Európa-kupája-döntő
Az 1979-es kupagyőztesek Európa-kupája-döntőben, a KEK 19. döntőjében a spanyol FC Barcelona, és a nyugatnémet Fortuna Düsseldorf mérkőzött Bázelben. A mérkőzést a Barcelona nyerte hosszabbítás után 4–3-ra. A játékvezető Palotai Károly volt.
A spanyol csapat részt vehetett az 1979-es UEFA-szuperkupa döntőjében.

## A mérkőzés
| 1979. május 16. 19:15 |

| FC Barcelona                                  | 4–3 (h. u.)     | Fortuna Düsseldorf         |
| --------------------------------------------- | --------------- | -------------------------- |
| Sánchez 5' Asensi 34' Rexach 104' Krankl 111' | (2–2, 2–2, 3–2) | T. Allofs 8' Seel 41' 114' |

| St. Jakob-Stadion, Bázel Nézőszám: 58 500 Játékvezető: Palotai Károly (magyar) |

| FC BARCELONA: |    |                    |  |     |
|               |    |                    |  |     |
| GK            | 1  | Pedro Artola       |  |     |
| DF            | 2  | Rafael Zuvíria     |  |     |
| DF            | 3  | Migueli            |  |     |
| DF            | 4  | Quique Costas      |  | 68' |
| DF            | 5  | José Albaladejo    |  | 57' |
| MF            | 8  | José Vicente       |  |     |
| MF            | 6  | Johan Neeskens     |  |     |
| MF            | 10 | Juan Manuel Asensi |  |     |
| FW            | 7  | Carles Rexach      |  |     |
| FW            | 9  | Hans Krankl        |  |     |
| FW            | 11 | Francisco Carrasco |  |     |
| Cserék:       |    |                    |  |     |
| MF            | 14 | Francisco Martínez |  | 68' |
| DF            | 12 | Antonio de la Cruz |  | 57' |
| Vezetőedző:   |    |                    |  |     |
| Joaquim Rifé  |    |                    |  |     |

| FORTUNA DÜSSELDORF:     |    |                 |  |     |
|                         |    |                 |  |     |
| GK                      | 1  | Jörg Daniel     |  |     |
| DF                      | 5  | Heiner Baltes   |  |     |
| DF                      | 3  | Gerd Zewe       |  |     |
| DF                      | 4  | Gerd Zimmermann |  | 4'  |
| DF                      | 2  | Dieter Brei     |  | 24' |
| MF                      | 6  | Egon Köhnen     |  |     |
| MF                      | 7  | Hubert Schmitz  |  |     |
| MF                      | 9  | Rudolf Bommer   |  |     |
| FW                      | 8  | Thomas Allofs   |  |     |
| FW                      | 10 | Klaus Allofs    |  |     |
| FW                      | 11 | Wolfgang Seel   |  |     |
| Cserék:                 |    |                 |  |     |
| FW                      | 12 | Fleming Lund    |  | 4'  |
| MF                      | 13 | Josef Weikl     |  | 24' |
| Vezetőedző:             |    |                 |  |     |
| Hans-Dieter Tippenhauer |    |                 |  |     |

| Az 1978–1979-es kupagyőztesek Európa-kupája győztese |
| ---------------------------------------------------- |
| FC Barcelona 1. cím                                  |